# Новосемейкино
Новосеме́йкино — посёлок городского типа в Красноярском районе Самарской области России. Административный центр городского поселения Новосемейкино.
Расположен в 22 км к северу от областного центра города Самары, близ автотрассы М5 «Урал». В посёлке расположены три Железнодорожные станции : Водинская, Радиоцентр и Новосемейкино на линии Самара — Тольятти.

## Транспорт
В посёлке общественный транспорт представлен микроавтобусами и электричками по линии Сызрань–Тольятти–Самара. В посёлке располагается 10 автобусных остановок, три железнодорожные станции : Водинская, «Новосемейкино (172 км)» и «Радиоцентр (168 км)»   на железнодорожной линии Сызрань–Тольятти–Самара Куйбышевской железной дороги
Микроавтобусы: 410а, 11, 1н.

## История

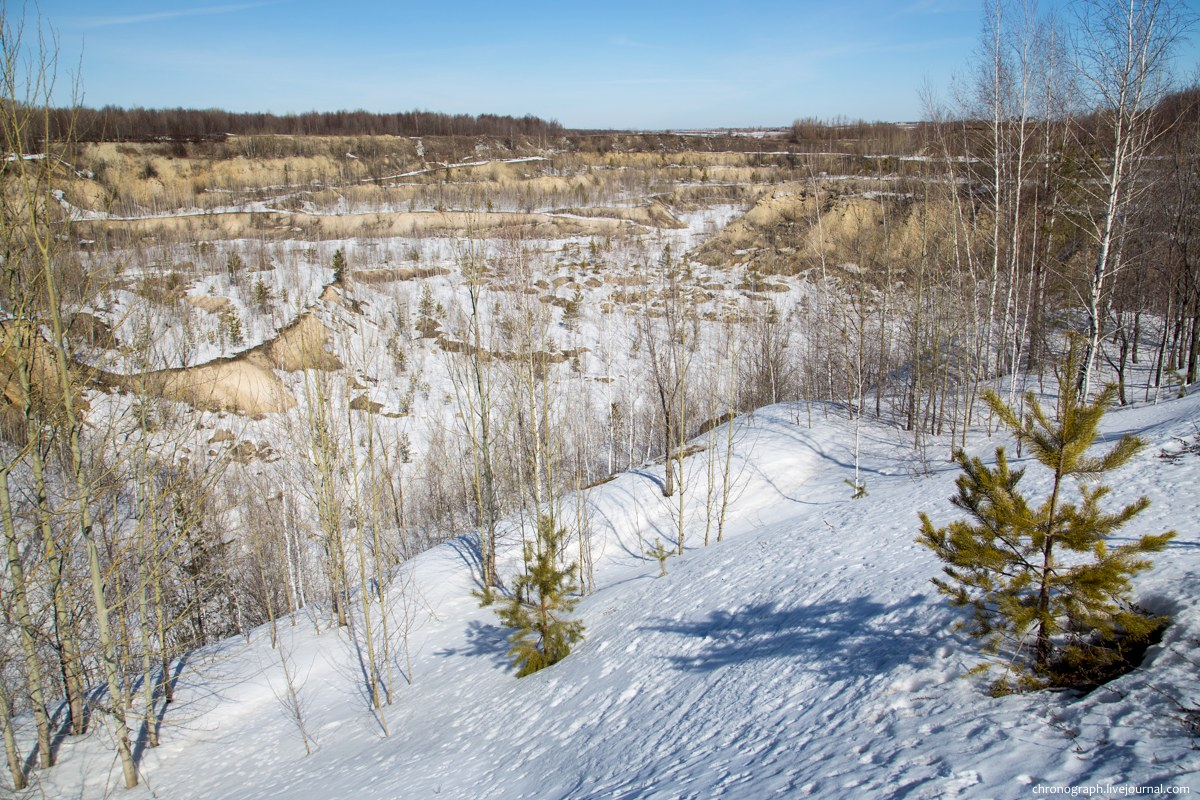
Карьер у поселка Новосемейкино

История посёлка насчитывает не одно столетие. Упоминание о Семейкино встречается в архивах переписи населения 1750 года в городе Санкт-Петербург. В те времена, когда крестьяне заселяли берега реки Сок и окрестности села Красный Яр, их называли «семейками». Отсюда и название.
Статус посёлка городского типа — с 1959 года.

## Население

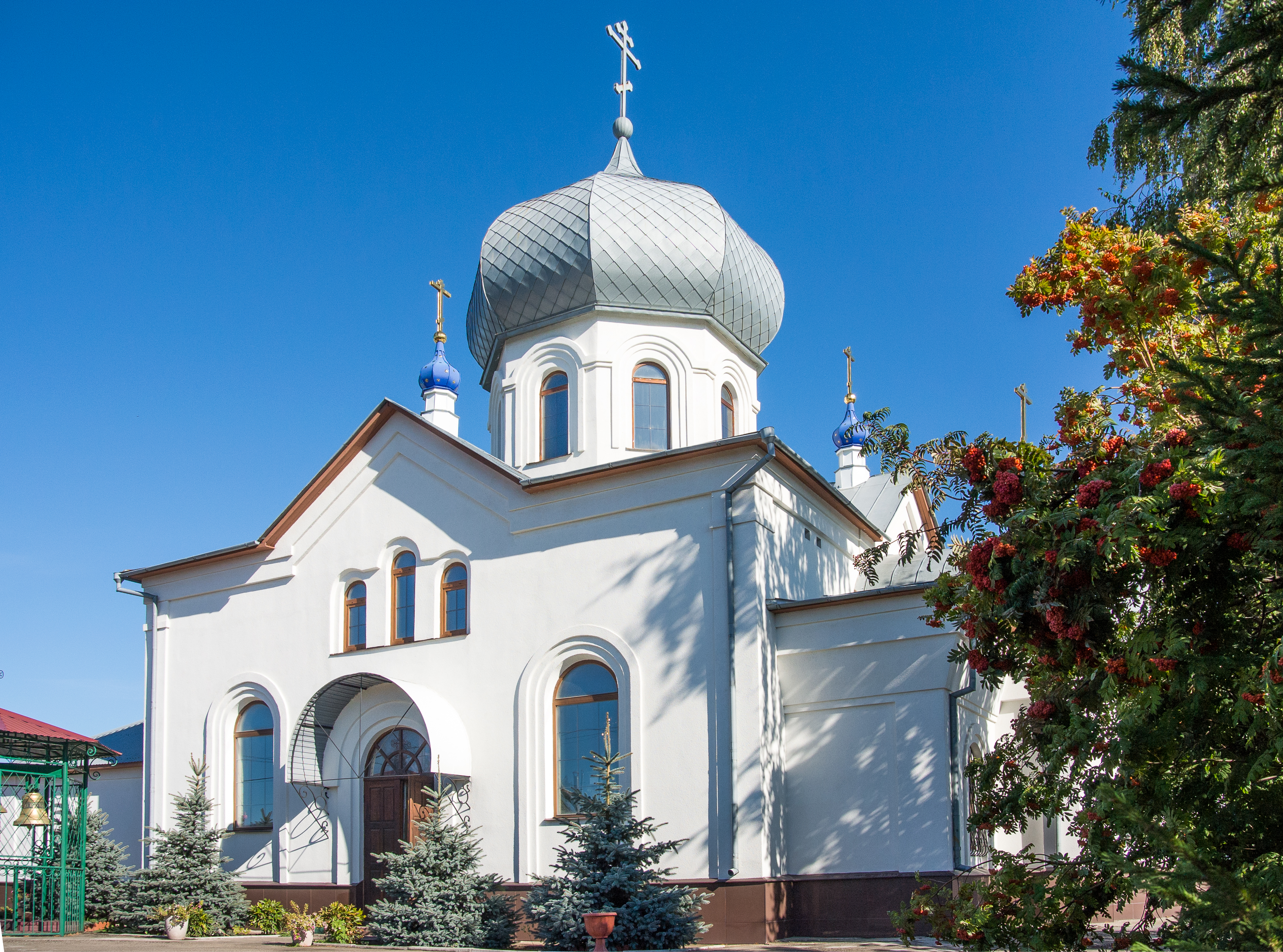
Храм Косьмы и Дамиана

| 1970    | 1979  | 1989  | 2002  | 2010  | 2012    | 2013    |
| ------- | ----- | ----- | ----- | ----- | ------- | ------- |
| 9234    | ↗9271 | ↗9802 | ↘9721 | ↗9750 | ↘9709   | ↗9733   |
| 2014    | 2015  | 2016  | 2017  | 2018  | 2019    | 2020    |
| ↗9781   | ↗9794 | ↗9898 | ↗9941 | ↗9998 | ↗10 079 | ↘10 071 |
| 2021    |       |       |       |       |         |         |
| ↗10 185 |       |       |       |       |         |         |

## Образование

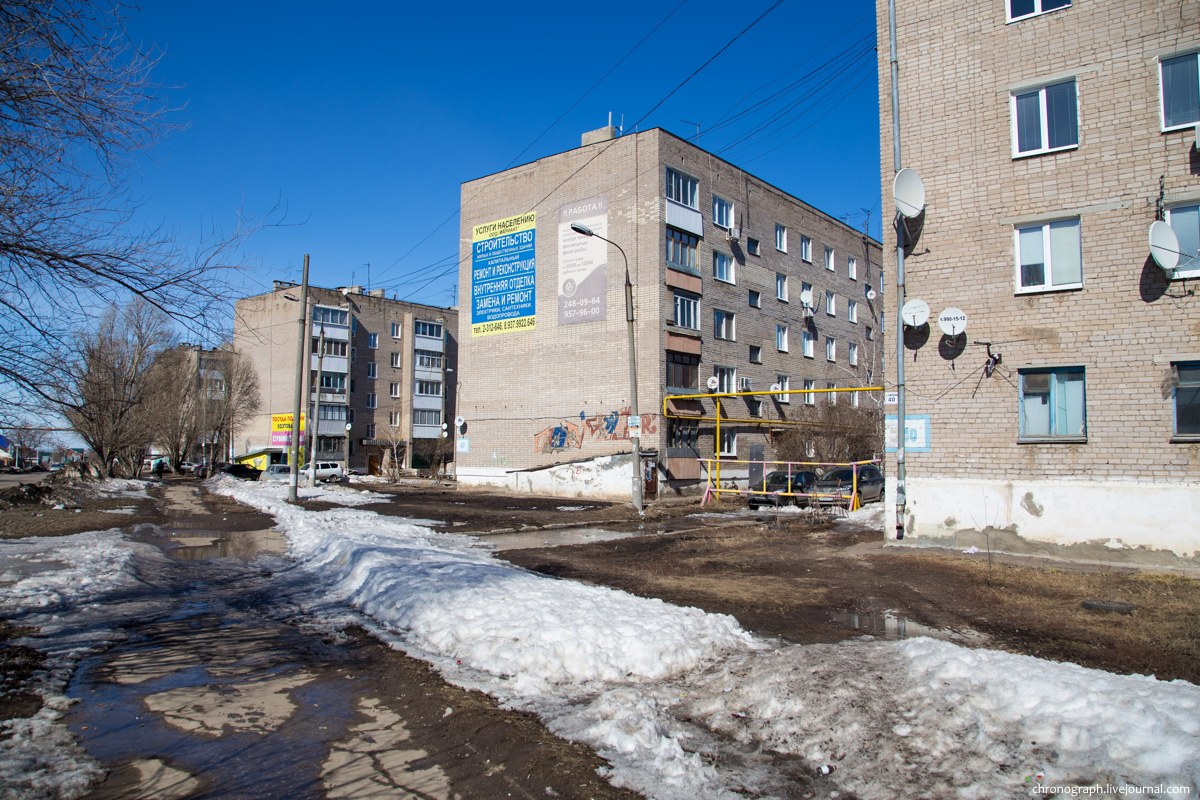
улица Советская посёлка Новосемейкино

В посёлке действуют одна общеобразовательная школа, социально-реабилитационный центр для несовершеннолетних, музыкальная школа.

## Экономика
Основные предприятия посёлка — алюминиевый завод по переработке вторичного сырья, завод катализаторов, завод металлоконструкций «Маяк», кондитерская фабрика, «Средневолжский подшипниковый завод».

## Радиоцентр имени А. С. Попова
Близ посёлка находился Радиоцентр имени А. С. Попова — комплекс радиопередатчиков, построенный в годы Великой Отечественной войны (объект № 15 Управления особого строительства НКВД), одно время бывший самым мощным в мире. Принят в эксплуатацию 5 января 1943 года.
С мая 2005 года радиоцентр не функционирует. 22 июля 2010 года радиомачты были снесены.